# Раткевич Юлія Миколаївна

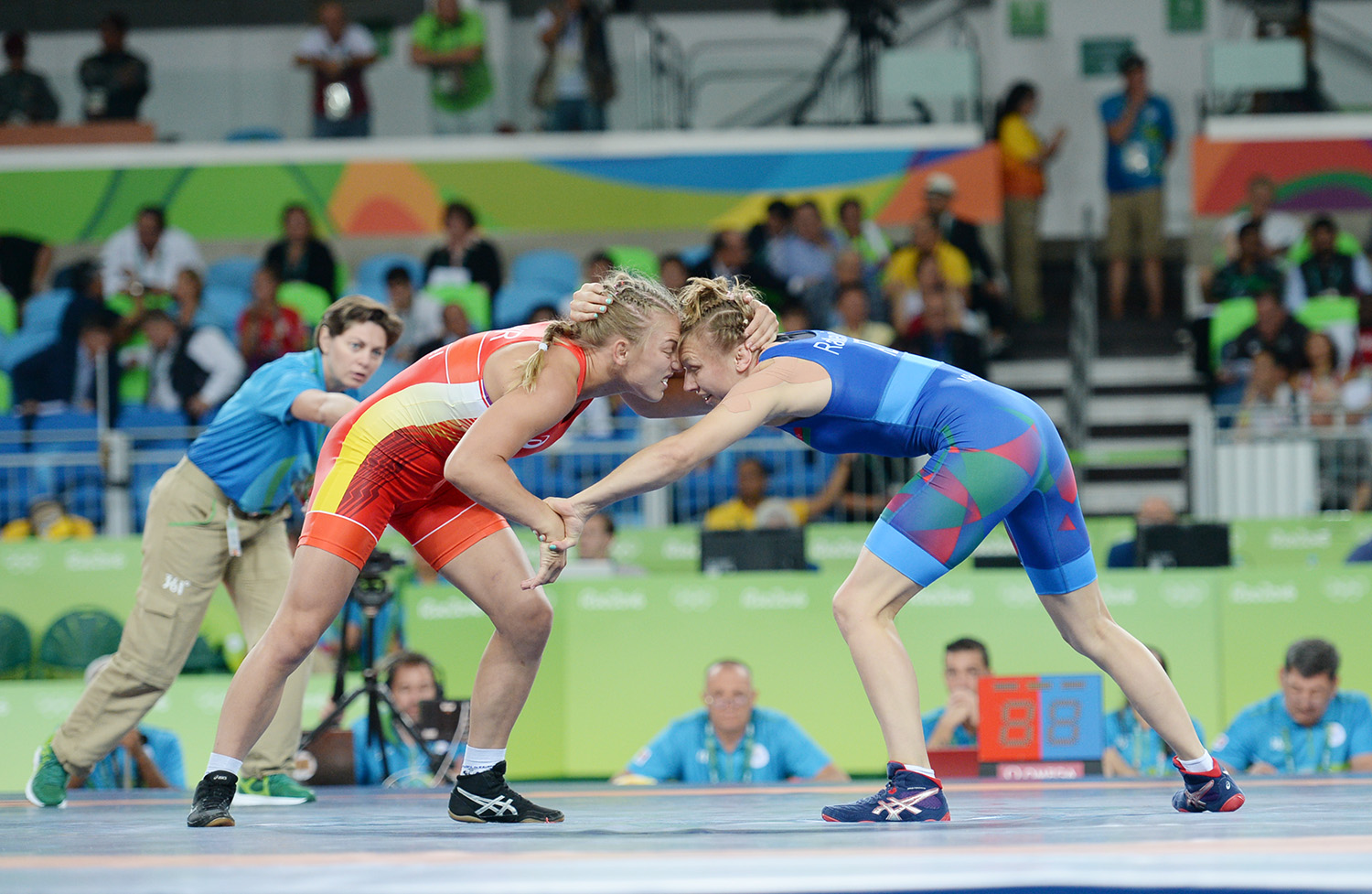
Юлія Раткевич у сутичці проти українки Оксани Гергель на літніх Олімпійських іграх 2016 року в Ріо-де-Жанейро

Юлія Раткевич  (азерб. Yuliya Ratkeviç, 16 липня 1985) — білоруська і азербайджанська борчиня, олімпійська медалістка, чемпіонка світу і Європи, чемпіонка Універсіади.

## Життєпис
Боротьбою почала займатися з 1999 року. До 2005 року виступала за кадетську, юніорську та першу збірні команди Білорусі. У 2004 році здобула срібну медаль чемпіонату Європи серед юніорів. Наступного року медаль такого ж ґатунку здобула на чемпіонаті світу серед юніорів та удруге стала віце-чемпіонкою чемпіонату Європи серед юніорів. Того ж року стала бронзовою призеркою чемпіонату Європи серед дорослих. З 2007 року почала виступи за збірну Азербайджану, у складі якої ставала чемпіонкою Європи та світу та багаторазовою призеркою цих змагань, чемпіонкою Літньої Універсіади 2013 року в Казані, бронзовою призеркою Олімпіади 2012 року в Лондоні.
Виступала за борцівський клуб «Атаспорт» Баку. Тренер — Василь Кресо (з 2000).

## Спортивні результати на міжнародних змаганнях

### Виступи на Олімпіадах
| Змагання                    | Збірна      | Вагова категорія          | Місце  |
| --------------------------- | ----------- | ------------------------- | ------ |
| Літні Олімпійські ігри 2012 | Азербайджан | жіноча боротьба, до 55 кг | Бронза |
| Літні Олімпійські ігри 2016 | Азербайджан | жіноча боротьба, до 58 кг | 5      |

### Виступи на Чемпіонатах світу
| Змагання                        | Збірна      | Вагова категорія          | Місце  |
| ------------------------------- | ----------- | ------------------------- | ------ |
| Чемпіонат світу з боротьби 2005 | Білорусь    | жіноча боротьба, до 59 кг | 7      |
| Чемпіонат світу з боротьби 2007 | Азербайджан | жіноча боротьба, до 55 кг | 8      |
| Чемпіонат світу з боротьби 2009 | Азербайджан | жіноча боротьба, до 59 кг | Золото |
| Чемпіонат світу з боротьби 2010 | Азербайджан | жіноча боротьба, до 55 кг | Срібло |
| Чемпіонат світу з боротьби 2011 | Азербайджан | жіноча боротьба, до 55 кг | 7      |
| Чемпіонат світу з боротьби 2012 | Азербайджан | жіноча боротьба, до 59 кг | 7      |
| Чемпіонат світу з боротьби 2013 | Азербайджан | жіноча боротьба, до 59 кг | Бронза |
| Чемпіонат світу з боротьби 2014 | Азербайджан | жіноча боротьба, до 60 кг | Срібло |
| Чемпіонат світу з боротьби 2015 | Азербайджан | жіноча боротьба, до 58 кг | Бронза |

### Виступи на Чемпіонатах Європи
| Змагання                         | Збірна      | Вагова категорія          | Місце  |
| -------------------------------- | ----------- | ------------------------- | ------ |
| Чемпіонат Європи з боротьби 2004 | Білорусь    | жіноча боротьба, до 59 кг | 6      |
| Чемпіонат Європи з боротьби 2005 | Білорусь    | жіноча боротьба, до 59 кг | Бронза |
| Чемпіонат Європи з боротьби 2011 | Азербайджан | жіноча боротьба, до 59 кг | Золото |
| Чемпіонат Європи з боротьби 2012 | Азербайджан | жіноча боротьба, до 55 кг | 14     |
| Чемпіонат Європи з боротьби 2014 | Азербайджан | жіноча боротьба, до 60 кг | 7      |
| Чемпіонат Європи з боротьби 2016 | Азербайджан | жіноча боротьба, до 60 кг | Бронза |

### Виступи на Європейських іграх
| Змагання              | Збірна      | Вагова категорія          | Місце |
| --------------------- | ----------- | ------------------------- | ----- |
| Європейські ігри 2015 | Азербайджан | жіноча боротьба, до 60 кг | 8     |

### Виступи на Кубках світу
| Змагання                    | Збірна      | Вагова категорія          | Місце |
| --------------------------- | ----------- | ------------------------- | ----- |
| Кубок світу з боротьби 2010 | Азербайджан | жіноча боротьба, до 55 кг | 6     |
| Кубок світу з боротьби 2015 | Азербайджан | жіноча боротьба, до 60 кг | 5     |

### Виступи на Універсіадах
| Змагання               | Збірна      | Вагова категорія          | Місце  |
| ---------------------- | ----------- | ------------------------- | ------ |
| Літня Універсіада 2013 | Азербайджан | жіноча боротьба, до 59 кг | Золото |

### Виступи на інших змаганнях
| Змагання                                                    | Збірна      | Вагова категорія          | Місце  |
| ----------------------------------------------------------- | ----------- | ------------------------- | ------ |
| Золотий Гран-прі з боротьби 2009                            | Азербайджан | жіноча боротьба, до 55 кг | Срібло |
| Золотий Гран-прі з боротьби 2010 (Баку)                     | Азербайджан | жіноча боротьба, до 55 кг | 5      |
| Турнір Яшара Догу 2011                                      | Азербайджан | жіноча боротьба, до 59 кг | Бронза |
| Klippan Lady Open 2011                                      | Азербайджан | жіноча боротьба, до 59 кг | Золото |
| Золотий Гран-прі з боротьби 2011 (Баку)                     | Азербайджан | жіноча боротьба, до 55 кг | Бронза |
| Тестовий турнір FILA 2011                                   | Азербайджан | жіноча боротьба, до 55 кг | Бронза |
| Київський Міжнародний турнір з боротьби 2012                | Азербайджан | жіноча боротьба, до 59 кг | 7      |
| Олімпійський кваліфікаційний турнір з боротьби 2012 (Софія) | Азербайджан | жіноча боротьба, до 55 кг | Золото |
| Гран-прі Німеччини з боротьби 2012                          | Азербайджан | жіноча боротьба, до 59 кг | Золото |
| Турнір Олександра Медведя 2013                              | Азербайджан | жіноча боротьба, до 59 кг | Золото |
| Austrian Ladies Open 2013                                   | Азербайджан | жіноча боротьба, до 59 кг | Золото |
| Меморіал Вацлава Циолковського 2013                         | Азербайджан | жіноча боротьба, до 59 кг | Бронза |
| Золотий Гран-прі з боротьби 2013 (Баку)                     | Азербайджан | жіноча боротьба, до 59 кг | Золото |
| Золотий Гран-прі з боротьби 2014 (Париж)                    | Азербайджан | жіноча боротьба, до 58 кг | Золото |
| Klippan Lady Open 2014                                      | Азербайджан | жіноча боротьба, до 60 кг | Золото |
| Золотий Гран-прі з боротьби 2014 (Баку)                     | Азербайджан | жіноча боротьба, до 60 кг | Золото |
| Klippan Lady Open 2015                                      | Азербайджан | жіноча боротьба, до 60 кг | 5      |
| Відкритий чемпіонат Польщі з боротьби 2015                  | Азербайджан | жіноча боротьба, до 58 кг | Бронза |
| Кубок Алроси 2015                                           | Азербайджан | жіноча боротьба, до 58 кг | 5      |
| Золотий Гран-прі з боротьби 2015                            | Азербайджан | жіноча боротьба, до 58 кг | 7      |
| Pro Wrestling League 2015                                   | Азербайджан | команда                   | 4      |
| Київський Міжнародний турнір з боротьби 2016                | Азербайджан | жіноча боротьба, до 58 кг | Бронза |
| Відкритий чемпіонат Польщі з боротьби 2016                  | Азербайджан | жіноча боротьба, до 58 кг | 5      |

### Виступи на змаганнях молодших вікових груп
| Змагання                                       | Збірна   | Вагова категорія          | Місце  |
| ---------------------------------------------- | -------- | ------------------------- | ------ |
| Чемпіонат Європи з боротьби серед кадетів 2002 | Білорусь | жіноча боротьба, до 60 кг | 9      |
| Чемпіонат світу з боротьби серед юніорів 2003  | Білорусь | жіноча боротьба, до 59 кг | 5      |
| Чемпіонат Європи з боротьби серед юніорів 2004 | Білорусь | жіноча боротьба, до 63 кг | Срібло |
| Чемпіонат світу з боротьби серед юніорів 2005  | Білорусь | жіноча боротьба, до 59 кг | Срібло |
| Чемпіонат Європи з боротьби серед юніорів 2005 | Білорусь | жіноча боротьба, до 59 кг | Срібло |